# Sally Field
Sally Margaret Field (ur. 6 listopada 1946 w Pasadenie) – amerykańska aktorka.
Dwukrotna laureatka Oscara dla najlepszej aktorki pierwszoplanowej za role w filmach: Norma Rae (1979) i Miejsca w sercu (1984).

## Życiorys

### Wczesne lata
Przyszła na świat w Pasadenie w Kalifornii jako córka Margaret Joy Field (z domu Morlan) i Richarda Drydena Fielda. Jej ojciec służył w armii podczas II wojny światowej. Jej starszy brat Richard Dryden „Rick” Field Jr. (ur. 13 kwietnia 1944) został fizykiem. Jej rodzice rozwiedli się w 1950, po czym matka Sally wyszła ponownie za mąż za aktora filmów klasy B i kaskadera Jocka „Jocko” Mahoneya. Field twierdziła w swoim pamiętniku z 2018, że była molestowana seksualnie przez Mahoneya w dzieciństwie. Poprzez linię genealogiczną babci ze strony matki, Field jest potomkiem pasażera Mayflower i gubernatora kolonialnego Williama Bradforda, jej dziesiątego pradziadka.
Uczęszczała do Portola Middle School. W 1964 ukończyła Birmingham High School w Van Nuys w Kalifornii, gdzie była cheerleaderką. Jej koledzy z klasy to finansista Michael Milken, aktorka Cindy Williams i agent talentów Michael Ovitz.

### Kariera

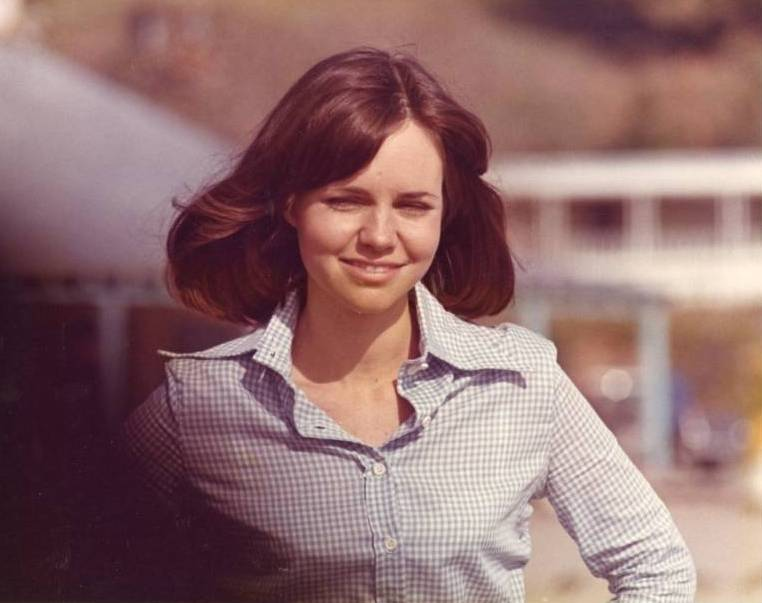
Sally Field, ok. 1973

Swoją karierę rozpoczęła od udziału jako jedna z dziewcząt beatników w komedii fantastycznonaukowej Walta Disneya Moon Pilot (1962) i jako Frances Elizabeth „Gidget” Lawrence, dziewczyna szalonego surfera w sitcomie ABC Gidget (1965–1966). Zadebiutowała na kinowym ekranie jako Mercy McBee w westernie Andrew V. McLaglena Zachodni szlak (The Way West, 1967) u boku Kirka Douglasa i Roberta Mitchuma. Po występie w sitcomie NBC Hey, Landlord (1966–1967) jako Bonnie Banner i sitcomie ABC The Flying Nun (1967–1970) jako zakonnica Bertrille (Elsie Ethrington), pojawiła się tylko w dwóch odcinkach seryjnego westernu ABC Alias Smith i Jones (Alias Smith and Jones, 1971–1972) w reż. Glena A. Larsona jako Clementine „Clem” Hale, która nie ma problemu z szantażowaniem zreformowanych banitów, gdy jest to konieczne. W dramacie telewizyjnym ABC Może przyjdę do domu na wiosnę (Maybe I’ll Come Home in the Spring, 1971) w reżyserii Josepha Sargenta zagrała postać Denise „Dennie” Miller, zniechęconej ćpunki, który powraca do domu z brodatym, nadużywającym narkotyki hipisem (w tej roli David Carradine). W komediodramacie Boba Rafelsona Niedosyt (Stay Hungry, 1976) u boku Jeffa Bridgesa i Arnolda Schwarzeneggera wystąpiła jako recepcjonistka.
Przełomem okazała się tytułowa kreacja Sybil Dorsett cierpiącej na zaburzenie dysocjacyjne tożsamości związane z wykorzystywaniem w dzieciństwie w dramacie telewizyjnym NBC Sybil (1976), za którą otrzymała nagrodę Emmy. Rola Carrie „Żaby” w komedii sensacyjnej Hala Needhama Mistrz kierownicy ucieka (Smokey and the Bandit, 1977) z Burtem Reynoldsem przyniosła jej nominację do Złotego Globu. Za kreację Normy Rae Webster, która angażuje się w związki zawodowe w fabryce bawełny w dramacie Martina Ritta Norma Rae (1979) zdobyła Oscara dla najlepszej aktorki, Złoty Glob oraz nagrodę aktorską na 32. MFF w Cannes.
Potem powróciła do lekkiego repertuaru, w czarnej komedii Burta Reynoldsa Koniec (The End, 1978), komedii sensacyjnej Hala Needhama Kaskaderzy (Hooper, 1978) i Mistrz kierownicy ucieka 2 (Smokey and the Bandit II, 1980) oraz filmie katastroficznym Irwina Allena Po tragedii Posejdona (Beyond the Poseidon Adventure, 1979).
W latach 80. występowała na przemian w repertuarze lekkim i poważnym. Ta różnorodność przyniosła jej uznanie krytyki i publiczności. W komedii romantycznej Martina Ritta Boczne drogi (Back Roads, 1981) z Tommym Lee Jonesem zagrała prostytutkę Amy Post. Za rolę Megan Carter, reporterki gazety „Miami Standard” w dramacie Sydneya Pollacka Bez złych intencji (Absence of Malice, 1981) z Paulem Newmanem była nominowana do Złotego Globu. Jako Kay w komedii romantycznej Pocałuj mnie na do widzenia (Kiss Me Goodbye, 1982) zdobyła kolejną nominację do Złotego Globu dla najlepszej aktorki w filmie komediowym lub musicalu. Rola Edny Spalding w dramacie Miejsca w sercu (Places in the Heart, 1984) przyniosła jej drugiego Oscara dla najlepszej aktorki pierwszoplanowej. W marcu 1986 znalazła się na okładce magazynu „Playboy”.
Spory sukces komercyjny odniosły kolejne filmy z jej udziałem: komedia romantyczne Martina Ritta Romans Murphy’ego (Murphy’s Romance, 1985) z Jamesem Garnerem, tragikomedia Herberta Rossa Stalowe magnolie (Steel Magnolias, 1989) w roli matriarchy M’Lynn Eatenton (kolejna nominacja do Złotego Globu), komediodramat Chrisa Columbusa Pani Doubtfire (Mrs. Doubtfire, 1993) z Robinem Williamsem, komediodramat Roberta Zemeckisa Forrest Gump (1994) jako matka tytułowego bohatera (Tom Hanks), dramat Tylko z moją córką (Not Without My Daughter, 1991) jako Betty Mahmoody, komedia Babka z zakalcem (Soapdish, 1991) i dreszczowiec psychologiczny Johna Schlesingera Oko za oko (Eye for an Eye, 1996). W miniserialu HBO Z Ziemi na Księżyc (From the Earth to the Moon, 1998) wystąpiła jako Trudy Cooper.
Zasiadała w jury konkursu głównego na 42. MFF w Cannes (1989). W 2012 została uhonorowana nagrodą Human Rights Campaign za wspieranie idei powszechnej równości. W 2014 prezydent Barack Obama odznaczył ją Narodowym Medalem Sztuki.

## Życie prywatne
16 września 1968 wyszła za mąż za Stevena Craiga, z którym ma dwóch synów: Petera (ur. 10 listopada 1969) i Elijaha Matthew „Eliego” (ur. 25 maja 1972). Jednak 1 sierpnia 1975 doszło do rozwodu. W latach 1977–1980 była związana z Burtem Reynoldsem. 15 grudnia 1984 poślubiła Alana Greismana, z którym ma syna Samuela (ur. 2 grudnia 1987). 24 czerwca 1994 rozwiodła się.

## Filmografia

### Filmy fabularne
- 1967: Zachodni szlak (The Way West) jako Mercy McBee
- 1971: Maybe I’ll Come Home in the Spring jako Denise „Dennie” Miller
- 1971: Marriage: Year One jako Jane Duden
- 1971: Hitched jako Roselle Bridgeman
- 1971: Mongo’s Back in Town jako Vikki
- 1972: Home for the Holidays jako Christine Morgan
- 1976: Sybil jako Sybil Dorsett
- 1976: Bridger jako Jennifer Melford
- 1976: Niedosyt (Stay Hungry) jako Maria Tate Farnsworth
- 1977: Mistrz kierownicy ucieka (Smokey and the Bandit) jako Carrie
- 1977: Heroes jako Carol Bell
- 1978: Kaskaderzy (Hooper) jako Gwen Doyle
- 1978: Koniec (The End) jako Mary Ellen
- 1979: Norma Rae jako Norma Rae
- 1979: Po tragedii Posejdona (Beyond the Poseidon Adventure) jako Celeste Whitman
- 1980: Mistrz kierownicy ucieka 2 (Smokey and the Bandit II) jako Carrie
- 1981: Śmierć w rodzinie (All the Way Home) jako Mary Follet
- 1981: Back Roads jako Amy Post
- 1981: Bez złych intencji (Absence of Malice) jako Megan Carter
- 1982: Pocałuj mnie na do widzenia (Kiss Me Goodbye) jako Kay Villano
- 1984: Miejsca w sercu (Places in the Heart) jako Edna Spalding
- 1985: Romans Murphy’ego (Murphy’s Romance) jako Emma Moriarty
- 1987: Miłość i pieniądze (Surrender) jako Daisy Morgan
- 1988: Puenta (Punchline) jako Lilah Krytsick
- 1989: Stalowe magnolie (Steel Magnolias) jako M’Lynn Eatenton
- 1991: Głosy, którym zależy (Voices that Care) jako Członkini chóru
- 1991: Tylko razem z córką (Not Without My Daughter) jako Betty Mahmoody
- 1991: Babka z zakalcem (Soapdish) jako Celeste Talbert/Maggie
- 1993: Niezwykła podróż (Homeward Bound: The Incredible Journey) jako Sassy (głos)
- 1993: Pani Doubtfire (Mrs. Doubtfire) jako Miranda Hillard
- 1994: Forrest Gump jako pani Gump
- 1995: A Woman of Independent Means jako Bess Alcott
- 1996: Daleko od domu 2: Zagubieni w San Francisco (Homeward Bound II: Lost in San Francisco) jako Sassy (głos)
- 1996: Oko za oko (Eye for an Eye) jako Karen McCann
- 1997: Merry Christmas, George Bailey jako pani Bailey / Narrator
- 1999: Chłodny powiew oceanu (A Cooler Climate) jako Iris Prue
- 2000: David Copperfield jako ciocia Betsey Trotwood
- 2000: Gdzie serce twoje (Where The Heart Is) jako mama Lil
- 2001: Powiedz, że to nie tak (Say It Isn’t So) jako Valdine Wingfield
- 2003: Legalna blondynka 2 (Legally Blonde 2: Red, White & Blonde) jako senator Victoria Rudd
- 2006: Dwa tygodnie (Two Weeks) jako Anita
- 2008: Mała Syrenka: Dzieciństwo Ariel (The Little Mermaid: Ariel’s Beginning) jako Marina Del Ray (głos)
- 2012: Niesamowity Spider-Man (The Amazing Spider-Man) jako May Parker
- 2012: Lincoln jako Mary Todd Lincoln
- 2014: Niesamowity Spider-Man 2 (The Amazing Spider-Man 2) jako May Parker
- 2015: Hello, My Name Is Doris jako Doris Miller

### Seriale telewizyjne
- 1966: Gidget jako Frances Elizabeth „Gidget” Lawrence
- 1966: Occasional Wife jako Nancy Zogerdorfer
- 1967: Hey, Landlord jako Bonnie Banner
- 1970: The Flying Nun jako siostra Bertrille
- 1970: Bracken’s World jako Jenny Marsh
- 1971: Marcus Welby, lekarz medycyny (Marcus Welby, M.D.) jako Jan Wilkins/June Wilkins (gościnnie)
- 1971–1972: Alias Smith and Jones jako Clementine Hale
- 1973: Night Gallery jako Irene (gościnnie)
- 1974: The Girl with Something Extra jako Sally Burton (gościnnie)
- 1979: Carol Burnett & Company
- 1997: Bobby kontra wapniaki (King of the Hill) jako Junie Harper (głos)
- 1991: Murphy Brown jako Kathleen Dubek, sekretarka nr 91
- 1997–2009: Bobby kontra wapniaki (King of the Hill) Junie Harper (głos) (gościnnie)
- 1998: Z Ziemi na Księżyc (From the Earth to the Moon) jako Trudy Cooper
- 2002: The Court jako sędzia Kate Nolan
- 2002–2006: Ostry dyżur (ER) jako Maggie Wyczeński
- 2006–2011: Bracia i siostry (Brothers & Sisters) jako Nora Walker
- 2018: Maniac (miniserial) jako dr Gerta Mantleray oraz komputer GRTA (głos)

### Reżyseria
- 1996: Drzewko miłości (The Christmas Tree)
- 1998: Z Ziemi na Księżyc (From the Earth to the Moon)
- 2000: Piękna (Beautiful)

### Scenariusz
- 1996: Drzewko miłości (The Christmas Tree)

### Produkcja
- 1991: Za wcześnie umierać (Dying Young, producent)
- 1995: A Woman of Independent Means (producent wykonawczy)
- 1996: Drzewko miłości (The Christmas Tree, producent wykonawczy)
- 1997: The Lost Children of Berlin (producent wykonawczy)